# Ирландцы в Австралии
Ирландцы в Австралии (ирл. Gael-Astrálaigh) — этническая группа граждан Австралии ирландского происхождения.
Ирландцы сыграли значительную роль в истории Австралии. Они приехали в Австралию в конце восемнадцатого века как каторжники и свободные поселенцы, желающие иммигрировать со своей родины. Некоторые из тех, кто был перевезен в Австралию, были военнопленными, многие из которых участвовали в ирландском восстании за независимость 1798 года, тогда как другие были поселенцами, которые изо всех сил пытались наладить свою жизнь во время ирландского голода и последовавших за ним суровых лет в Ирландии. Они внесли существенный вклад в развитие Австралии во многих различных областях. В конце 19 века ирландские австралийцы составляли до трети населения страны.
Точных данных об общем количестве австралийцев ирландского происхождения не существует. По данным австралийской переписи 2021 года 2 410 833 жителя указали, что имеют ирландское происхождение либо отдельно, либо в сочетании с другим происхождением. Однако в эту цифру не включены австралийцы ирландского происхождения, которые решили назвать себя «австралийцами» . Посольство Австралии в Дублине заявляет, что до 30% населения заявляют о своем ирландском происхождении в той или иной степени.